# Ulvaria
Ulvaria — рід зелених водоростей родини Ulvaceae .  Він схожий на Ulva, але його слань одно- , а не двошарова, незважаючи на те, що загальний колір темніший.

## Види родуUlvaria
- Ulvaria obscura
- Ulvaria fusca
- Ulva fenestrata